# Gouvernement Andreotti I
 (septembre 2023).
Si vous disposez d'ouvrages ou d'articles de référence ou si vous connaissez des sites web de qualité traitant du thème abordé ici, merci de compléter l'article en donnant les références utiles à sa vérifiabilité et en les liant à la section « Notes et références ».
République italienne
Colombo Andreotti II
Le gouvernement Andreotti I (Governo Andreotti I, en italien) est le vingt-septième gouvernement de la République italienne entre le 17 février et le 25 juin 1972, durant la cinquième législature du Parlement.

## Coalition et historique
Dirigé par le nouveau président du Conseil des ministres démocrate-chrétien Giulio Andreotti, ancien ministre, il est soutenu par la seule Démocratie chrétienne (DC), qui dispose de 266 députés sur 630 à la Chambre des députés, soit 42,2 % des sièges, et de 135 sénateurs sur 322 au Sénat de la République, soit 41,9 % des sièges.
Il succède au gouvernement du démocrate-chrétien Emilio Colombo, soutenu par une coalition dite du « centre-gauche organique » entre la DC, le Parti socialiste italien (PSI), le Parti social-démocrate italien (PSDI) et le Parti républicain italien (PRI). Lors du vote de confiance au Sénat, organisé le 26 février, l'investiture lui est refusée, par 158 voix contre 151. Il démissionne immédiatement, ce qui amène le président de la République Giovanni Leone à prononcer la dissolution des chambres et convoquer des élections anticipées, une première depuis 1948.
À la suite de ce scrutin, Andreotti est confirmé à la présidence du Conseil et, formant une coalition centriste avec le PSDI et le Parti libéral italien (PLI), nomme son deuxième gouvernement, qui remporte le vote de confiance au Parlement.

## Composition

### Initiale (17 février 1972)
- Les nouveaux ministres sont indiqués en gras, ceux ayant changé d'attributions en italique.

| Fonction                                                                                       | Titulaire | Titulaire                                                         | Parti |
| ---------------------------------------------------------------------------------------------- | --------- | ----------------------------------------------------------------- | ----- |
| Président du Conseil des ministres                                                             |           | Giulio Andreotti                                                  | DC    |
| Ministres sans portefeuille                                                                    |           |                                                                   |       |
| Ministre pour les Relations avec le Parlement                                                  |           | Carlo Russo                                                       | DC    |
| Ministre pour la coordination des Initiatives pour la recherche scientifique et technologiques |           | Fiorentino Sullo                                                  | DC    |
| Ministre pour les Affaires régionales                                                          |           | Eugenio Gatto                                                     | DC    |
| Ministre pour la Réforme de l'administration publique                                          |           | Remo Gaspari                                                      | DC    |
| Ministre pour les Interventions extraordinaires dans le Mezzogiorno et les Zones en récession  |           | Italo Giulio Caiati                                               | DC    |
| Ministres                                                                                      |           |                                                                   |       |
| Ministre des Affaires étrangères                                                               |           | Aldo Moro                                                         | DC    |
| Ministre de l'Intérieur                                                                        |           | Mariano Rumor                                                     | DC    |
| Ministre des Grâces et de la Justice                                                           |           | Guido Gonella                                                     | DC    |
| Ministre du Budget et de la Programmation économique                                           |           | Paolo Emilio Taviani                                              | DC    |
| Ministre des Finances                                                                          |           | Giuseppe Pella                                                    | DC    |
| Ministre du Trésor                                                                             |           | Emilio Colombo                                                    | DC    |
| Ministre de la Défense                                                                         |           | Franco Restivo                                                    | DC    |
| Ministre de l'Instruction publique                                                             |           | Riccardo Misasi                                                   | DC    |
| Ministre des Travaux publics                                                                   |           | Mario Ferrari-Aggradi                                             | DC    |
| Ministre de l'Agriculture et des Forêts                                                        |           | Lorenzo Natali                                                    | DC    |
| Ministre des Transports et de l'Aviation civile                                                |           | Oscar Luigi Scalfaro                                              | DC    |
| Ministre des Postes et des Télécommunications                                                  |           | Giacinto Bosco                                                    | DC    |
| Ministre de l'Industrie, du Commerce et de l'Artisanat                                         |           | Silvio Gava                                                       | DC    |
| Ministre du Travail et de la Sécurité sociale                                                  |           | Carlo Donat-Cattin                                                | DC    |
| Ministre du Commerce extérieur                                                                 |           | Camillo Ripamonti                                                 | DC    |
| Ministre de la Marine marchande                                                                |           | Gennaro Cassiani                                                  | DC    |
| Ministre des Participations de l'État                                                          |           | Flaminio Piccoli (jusqu'au 30/05/1972) Giulio Andreotti (intérim) | DC    |
| Ministre de la Santé                                                                           |           | Athos Valsecchi                                                   | DC    |
| Ministre du Tourisme et du Divertissement                                                      |           | Giovanni Battista Scaglia                                         | DC    |

## Soutien parlementaire

### Votes de confiance
| Date            | Chambre                | Votants    | Majorité   | Pour       | Contre     | Abst       | Résultat   |
| --------------- | ---------------------- | ---------- | ---------- | ---------- | ---------- | ---------- | ---------- |
| 26 février 1972 | Sénat de la République | 309        | 155        | 151        | 158        | 0          | Refusée    |
| –               | Chambre des députés    | Sans objet | Sans objet | Sans objet | Sans objet | Sans objet | Sans objet |